# Ausfalltor

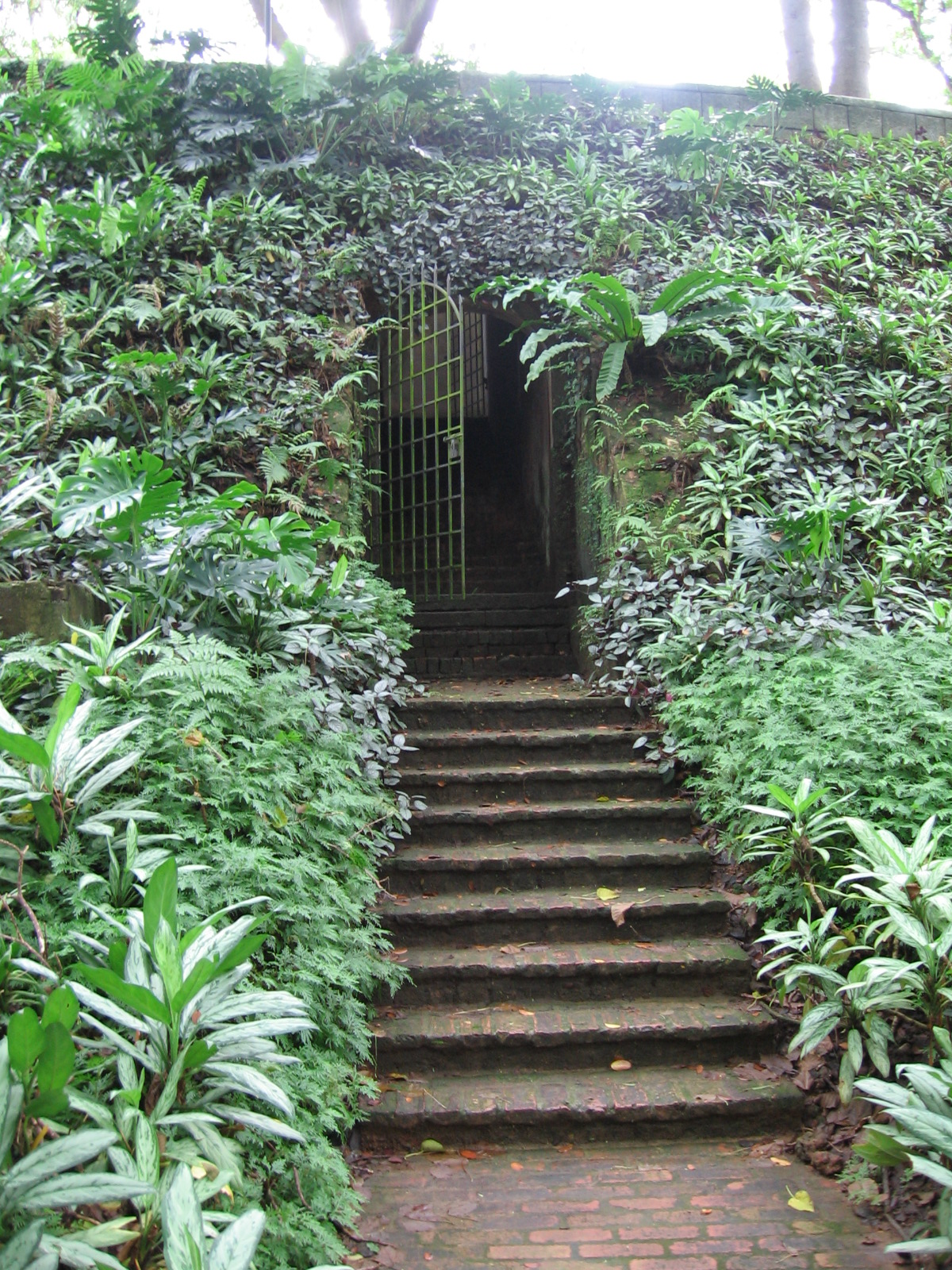
Ausfalltor in Fort Canning in Singapur.

Ein Ausfalltor oder eine Ausfallpforte ist ein kleines Nebentor in einer Befestigungsanlage, das der Besatzung der Anlage bei einer Belagerung einen überraschenden Ausfall oder ein unentdecktes Verlassen der Anlage erlaubt, zum Teil in Friedenszeiten eine Abkürzung sonst langer Wege durch die Wehranlagen.

## Namensgebung
Für den Burgenforscher Otto Piper handelt es sich bei dem „hâl türlîn“ (geheimen Türlein), das in Gottfried von Straßburgs Versroman Tristan erwähnt wird, um eine Nebenpforte; im Französischen sei der Begriff mit poterne, fausse poterne oder fausse porte gleichzusetzen. Doch trennt Piper begrifflich nicht klar zwischen Schlupfpforte und Ausfallpforte, da er bezweifelt, dass ein geheimer Ausgang oft für einen Ausfall benutzt wurde, weil die Burgbesatzung zahlenmäßig zu gering für eine Feldschlacht gewesen sei. Einen möglichen räumlich und zeitlich sehr begrenzten Ausfall, zum Beispiel zur Zerstörung einer Belagerungsmaschine, zieht er für kleine Nebenausgänge nicht in Betracht.

## Bauweise
Das Tor ist im Vergleich zum Haupteingang (Friedenstor) relativ klein, oft nur als Eingang für Fußgänger gestaltet. Eine „oft an einer versteckten und von aussen  nicht bequem zugänglichen Stelle angelegte“ Ausfallpforte ist meist als einfache Tür ausgeführt, die sich nach innen öffnet und im Belagerungsfall von innen verrammelt werden kann. Andere Ausfallpforten waren gut gesichert (zum Beispiel durch ein Gatter), um nicht selbst zur Schwachstelle in der Befestigung zu werden. Hinter dem Tor führt ein Gang durch Wall oder Mauer. Teilweise sind Ausfalltore mit einer zweiten Tür an der Innenseite der Befestigung versehen (ähnlich wie eine Sicherheitsschleuse). Dahinter befinden sich oft Ausfallhöfe, wo Truppen vor dem Ausfall gesammelt werden können. An der Außenseite der Befestigung können sich Ausfallstraßen anschließen.

## Beispiele
- Ausfalltor (Königsberg)
- Mühltor (Bautzen)